# Фундамент платформи

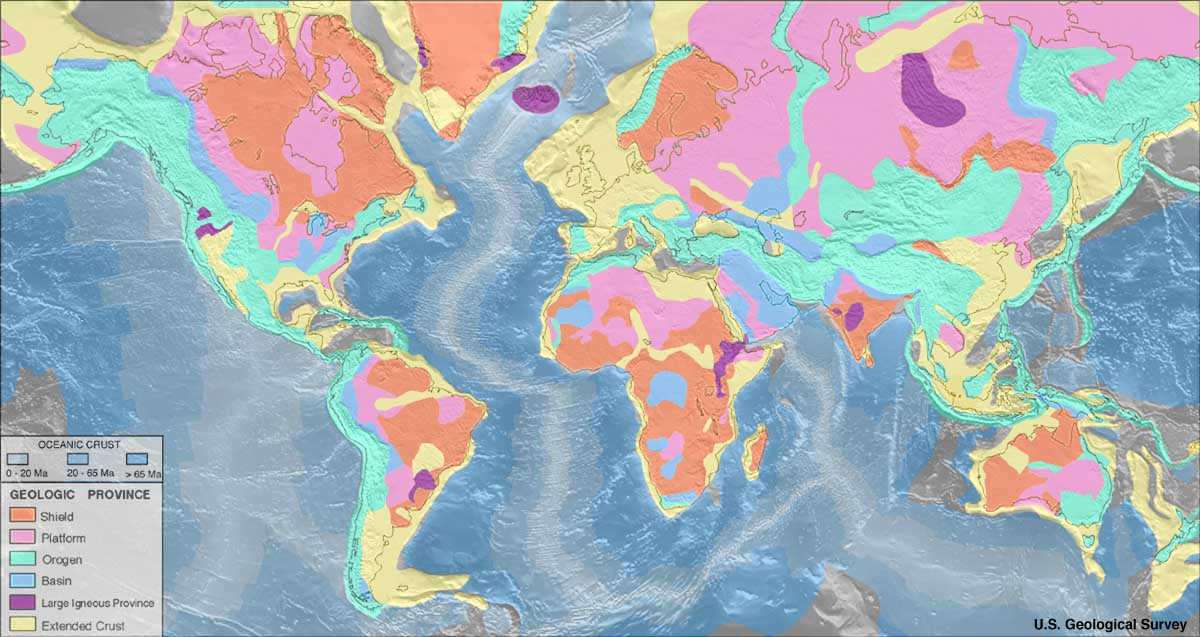
Геологічні провінції світу

Фундамент платформи (рос. фундамент платформы, англ. basement, platform foundation; нім. Tafelfundament n) – нижній структурний ярус платформи, який підстилає її осадовий чохол, утворений інтенсивно деформованими і метаморфізованими породами, що пронизані ґранітними і інш. інтрузіями. 
Утворився в доплатформну стадію розвитку земної кори. Фундамент древніх платформ має докембрійський (бл. 1,7 млрд. років) вік. Швидкості поздовжніх сейсмічних хвиль в ньому 6,0 км/с і більше. 
Фундамент платформи називають також "консолідованою корою"; її потужність досягає 30-40 км. 
Фундамент платформи виступає на поверхню в кристалічних щитах і масивах. 
У породах Ф.п. залягають залізні руди (напр., КМА, Кривий Ріг), руди нікелю, міді, золота, керамічна сировина і інш.